# Княгницкий, Павел Ефимович
Па́вел Ефи́мович Княгни́цкий (15 января 1884, Тирасполь — 10 сентября 1937, Киев) — советский военачальник, комдив Красной армии, участник Гражданской войны. В 1937 году был арестован по сфабрикованному обвинению и в том же году расстрелян. Реабилитирован в 1958 году.

## Биография
Павел Княгницкий родился 15 января 1884 года в семье мещанина в уездном городе Тирасполь Херсонской губернии (ныне — столица непризнанной Приднестровской Молдавской Республики), русский.
В 1904 году окончил Комратское реальное училище, затем в 1915 году — архитектурное отделение Академии художеств в Петрограде.

### Первая мировая война
В 1916 году был призван на службу в царскую армию и направлен на учёбу в Николаевское военное инженерное училище в Петрограде, по окончании которого произведён в офицерский чин прапорщика. С августа 1917 года принимал активное участие в Первой мировой войне, находясь в действующей армии на Румынском фронте. В том же году вступил в большевистскую партию.

### Гражданская война
В начале 1918 года Княгницкий добровольно пошёл в Красную армию. В составе 3-й революционной армии принимал активное участие в оборонительных боях с румынскими и австро-германскими войсками в Приднестровье. Командовал бронепоездом. В сентябре 1918 года был назначен начальником штаба, затем командующим 9-й армии. В период 11.11.1919 - 7.07.1920  Княгницкий командовал 58-й стрелковой дивизией, бывшей Крымской дивизии. Армия принимала участие в Киевской операции в декабре 1919 года.  Участвовал в советско-польской войне. В октябре 1920 года Княгницкий был назначен начальником 9-й отдельной дивизии внутренних сил по борьбе с бандитизмом, с декабре того же года — командиром отдельной объединённой Черниговской бригады.

### После гражданской войны
После окончания гражданской войны продолжил службу в РККА. В 1922 году окончил Высшие военные академические курсы. Командовал 51-й Перекопской дивизией, затем с октября 1924 года был помощником командира 14-го стрелкового корпуса. В 1927 году стал начальником и одновременно военным комиссаром Киевской объединённой военной школы имени С. С. Каменева, а 1 сентября 1928 года — комендантом и военным комиссаром Киевского укреплённого района.
В 1935 году одному из первых 186-ти военнослужащих Красной армии П.Е. Княгницкому было присвоено звание комдив. В 1936 году за успешную подготовку Киевского укрепрайона был награждён орденом Красной Звезды. Но это его не спасло: 11 июня 1937 года Княгницкий был арестован в Киеве по обвинению в причастности к военно-фашистскому заговору в Красной армии. Следствие длилось в течение трёх месяцев. Показания против Княгницкого дал В. М. Примаков. Не выдержав пыток, Княгницкий «сознался» в инкриминируемых ему преступлениях, пояснив, что якобы был  втянут в заговор командармом Ионой Якиром. 9 сентября 1937 года выездная сессия ВКВС приговорила   Княгницкого к расстрелу. Приговор был приведён в исполнение в Киеве на следующий день.
После смерти Сталина был посмертно реабилитирован (13 мая 1958 года).

## Награды
- Два ордена Красного Знамени РСФСР (Приказы Революционного военного совета Республики № 342 от 15.07.1920 и № 353 от 31.12.1921[2][4]).
- Орден Красной Звезды (16.08.1936, № 1567[2]).